# Existenzgründung
Als Existenzgründung wird die Realisierung einer beruflichen Selbständigkeit bezeichnet. Im wirtschaftlichen Sinne bedeutet es eine Unternehmensgründung. In Deutschland, Österreich und der Schweiz erfolgt die Existenzgründung bei gewerblichen Klein- und Mittelunternehmen (KMU) und Freiberuflern zunächst häufig in der Form von Einzelunternehmen.
Als Start-up-Unternehmen wird hingegen ein junges, innovatives Unternehmen bezeichnet, das auf die Erweiterungsfähigkeit (Skalierbarkeit) und Wiederholbarkeit seines Geschäftsmodells hin angelegt wird (Geschäftsfeldentwicklung) und innerhalb verhältnismäßig kurzer Zeit Absatzmärkte erschließen will. Diese Unternehmen werden häufig im Bereich der Spitzentechnologie gegründet.
Unter dem Begriff Unternehmertum bzw. „Entrepreneurship“ wird das Geschehen rund um die Gründung und Gründungspersönlichkeiten betrachtet, was auch als eigenes Wissenschaftsfeld betrachtet wird.
In Deutschland wurde im März 2025 die Neugründung von 56.115 Unternehmen erfasst.

## Deutschland

### Genehmigungen
Die Existenzgründung erfolgt durch Beginn der Geschäftstätigkeit, formaljuristisch durch die Gewerbeanmeldung – außer bei freien Berufen – und durch Anmeldung beim zuständigen Finanzamt. Damit ist der erste Teil der Gründung abgeschlossen. Im Nachgang können weitere Formalitäten auf die Gründer zukommen, wie etwa die Mitgliedschaft in der Industrie- und Handelskammer (IHK) oder der Handwerkskammer bei zulassungspflichtigen und zulassungsfreien Handwerken sowie bei handwerksähnlichen Gewerben. Die Mitgliedschaft in den Kammern ist verpflichtend. Bei Gewerbetätigkeit im Reisegewerbe (und nicht im stehenden Gewerbe) besteht keine Pflicht zur Mitgliedschaft in der IHK, nur sofern der Gewerbetreibende zur Gewerbesteuer veranlagt ist (IHK-Gesetz § 2 Abs. 1).
Für zulassungspflichtige Handwerke besteht der Meisterzwang – die Qualifikation muss in Form des Meisterbriefs oder vergleichbar nachgewiesen werden. Auch für bestimmte Tätigkeiten aus den Branchen Industrie, Handel und Dienstleistung ist die Gewerbefreiheit eingeschränkt. Die Erteilung der Erlaubnis ist an bestimmte Voraussetzungen geknüpft. Eine spezielle Erlaubnis benötigen z. B. Versicherungsvermittler, bestimmte Gastronomen sowie Waffenhändler oder Apotheker.
Gemäß der EG-Dienstleistungsrichtlinie ist es seit dem 28. Dezember 2009 möglich, sämtliche Verwaltungsverfahren, die mit der Aufnahme einer selbständigen Tätigkeit zusammenhängen, elektronisch abzuwickeln. Außerdem kann für diese Verfahren ein Einheitlicher Ansprechpartner in Anspruch genommen werden.
In der Regel werden bei einer Gewerbeanmeldung neben den Kammern auch das Finanzamt, die Berufsgenossenschaft sowie das statistische Landesamt automatisch informiert.

### Geschäftsplan
Grundlage für die Beantragung von Fördermitteln ist in der Regel ein Geschäftsplan (Businessplan). Dieser enthält möglichst detaillierte Informationen zu den Gründern, zum Produkt, zum Markt und zur Finanzierung.
Die „Gründungswerkstatt Deutschland“ ist eine Online-Plattform, mit der sich Gründer auf ihre Selbständigkeit vorbereiten können. Sie wird von rund 40 Regionalpartnern (IHKs usw.) betrieben.
Bei Gründungswettbewerben reichen Existenzgründer ihre Geschäftsideen bei der ausrichtenden Institution (z. B. Wirtschaftsförderung der Stadt / des Landes) ein. Diese werden von Gutachtern und Kapitalgebern nach einheitlichen Kriterien auf ein gelungenes und potenzialträchtiges Unternehmenskonzept bewertet. Der deutschlandweit größte regionale Businessplanwettbewerb ist der Businessplan-Wettbewerb Berlin Brandenburg.

### Förderung
Bund und Länder unterstützen Existenzgründungen durch Darlehen, Zuschüsse und Beteiligungskapital.
Die Beratungsförderung unterscheidet zwei Beratungs- und Förderstufen nach dem Stand der Gründung. „Vor der Gründung“ bezeichnet den Zeitpunkt vor der Gewerbeanmeldung bzw. Mitteilung der unternehmerischen Tätigkeit von Freiberuflern bei ihrem Finanzamt. „Nach der Gründung“ beschreibt den Zeitpunkt ab Aufnahme der unternehmerischen Tätigkeit nach Gewerbeanmeldung bzw. nach Mitteilung der Aufnahme einer freiberuflichen Tätigkeit durch Freiberufler bei ihrem Finanzamt.
Viele öffentliche Förderprogramme erfordern einen Gestaltungsspielraum für den Kapitalgeber und setzen daher voraus, dass die Förderung vor der Gründung und insbesondere vor der Gewerbeanmeldung beantragt wird; dies gilt beispielsweise für das Einstiegsgeld und das Förderprogramm EXIST. Ist die Gründung hingegen bereits erfolgt, können private Kapitalgeber gegebenenfalls Business Angels über das Programm INVEST gefördert werden.
Für Kosten der Beratung, Businessplanentwicklung und Coaching vor der Gründung stellen die Bundesländer Zuschüsse zur Verfügung. Informationen dazu bieten die Industrie- und Handelskammern, die Handwerkskammern und die Förderinstitution (in der Regel Investitionsbank) des Bundeslandes sowie die örtlichen Wirtschaftsförderer der Kommunen und Landkreise.
Das Förderprogramm mit dem Namen „Förderung unternehmerischen Know-hows“ fasst die bisherigen Programme „Förderung unternehmerischen Know-hows durch Unternehmensberatung“, „Gründercoaching Deutschland“, „Turn-Around-Beratung“ und „Runder Tisch“ zusammen. Zuständig für die Umsetzung des Programms ist das Bundesamt für Wirtschaft und Ausfuhrkontrolle (BAFA). Die Maßnahme wird aus dem Europäischen Sozialfonds (ESF) der Europäischen Union kofinanziert. Die KfW beteiligt sich finanziell an der Förderung; die Richtlinie ist am 1. Januar 2016 in Kraft getreten.
Auch für die Betriebs- und Geschäftsausstattung, Einrichtungen eines Warenlagers, Kautionen, Werbemaßnahmen und weitere Investitionen, die für den Start in die Selbständigkeit notwendig sind, stellen Bund und Länder Darlehen zur Verfügung.
Die wichtigsten Darlehen des Bundes sind:
- das KfW-StartGeld
- das ERP-Kapital für Gründung
- der KfW-Unternehmerkredit

Die Darlehen bieten unterschiedliche Konditionen, die den Start in die Selbständigkeit erleichtern sollen. Zum Beispiel tilgungsfreie Anlaufzeiten, günstigere Zinsen und teilweise Freistellung von Sicherheiten. Förderdarlehen müssen nach dem Hausbankprinzip immer bei Banken oder Sparkassen beantragt werden. Jährlich informiert die KfW – Bankengruppe in ihrer Publikation „Gründungsmonitor“ über das Gründungsgeschehen in Deutschland, nennt Förderkennzahlen und zeigt Trends von Unternehmensgründungen, wie auch in der Bereitschaft zur Mittelvergabe durch Kreditinstitute auf.
Informationen über die Programme des Bundes, der Bundesländer und der Europäischen Union sind in der Förderdatenbank des Bundes zu finden.
Bezieher von Arbeitslosengeld können einen Gründungszuschuss beantragen, wenn sie mit der beruflichen Selbständigkeit ihre Arbeitslosigkeit beenden. Diese Regelungen werden durch die Reformen des SGB III immer wieder angepasst.

### Existenzgründer-Planspiel
Zum spielerischen Erwerb von Fähigkeiten zur Existenzgründung werden in verschiedenen Institutionen (z. B. Schulen oder Universitäten) Existenzgründungswettbewerbe veranstaltet, beispielsweise der Deutsche Gründerpreis für Schüler oder die Wettbewerbe Jugend gründet und 5-Euro-Business.

## Gründungsforschung
Gründungsforschung ist ein interdisziplinärer Forschungsbereich, basierend auf der Analyse des Unternehmertums (englisch: Entrepreneurship), der die Unternehmerrolle im gesamtwirtschaftlichen Prozess untersucht. Neben wirtschaftswissenschaftlichen werden auch wirtschaftsgeografische, soziologische, psychologische sowie juristische und historische Fragestellungen untersucht. Zum Forschungsfeld gehören dabei unter anderem die Untersuchung branchenspezifischen Gründungsverhaltens, transnationale Vergleichsanalysen sowie die Analyse von Förder- und Unterstützungsmaßnahmen. Ziel ist es, sowohl die Bestimmungsgrößen für die Entstehung neuer Unternehmen als auch die Bedingungen für den Erfolg dieser zu finden.
Während die Forschung zu Gründungsaktivitäten und -erfolg in den USA bereits länger institutionalisiert ist, hat sich die deutschsprachige Gründungsforschung bis ca. 1998 auf Einzelarbeiten beschränkt. Das Phänomen „Gründung“ wurde nicht systematisch und auch nicht im Verbund größerer Forschernetzwerke behandelt. Das lag am traditionellen Fokus der betriebswirtschaftlichen Forschung auf bestehende Unternehmen und am Fehlen spezieller Gründungslehrstühle. Der Förderkreis Gründungs-Forschung e. V. (FGF) ist 1987 zur Förderung des Gedankens der unternehmerischen Selbständigkeit und des unternehmerischen Handelns aus dem Schmalenbach-Arbeitskreis „Innovative Unternehmensgründung“ hervorgegangen. Heute ist der FGF die führende wissenschaftliche Vereinigung für Gründungs-Forschung, -Ausbildung und -Politik in Deutschland, Österreich, der Schweiz und Liechtenstein.
In Deutschland existiert keine amtliche Statistik, die das Gründungsgeschehen in vollem Umfang widerspiegelt. Daher wird durch die KfW Bankengruppe seit dem Jahr 2000 der KfW-Gründungsmonitor als größte repräsentative Bevölkerungsbefragung zum Gründungsgeschehen in Deutschland erhoben. Für die Identifikation von Gründern wird dabei eine breite Gründungsdefinition zu Grunde gelegt, die voll- wie nebenerwerbliche, freiberufliche wie gewerbliche Existenzgründungen abdeckt. Der KfW-Gründungsmonitor liefert damit als einzige Datenquelle in Deutschland ein umfassendes Bild der Gründungstätigkeit in Deutschland. Die jährlichen Querschnittserhebung stellen nicht nur für sich genommen wichtige Strukturinformationen zum Gründungsgeschehen eines jeweiligen Jahres bereitstellen, sondern lassen in ihrer Kombination wertvolle Einblicke in die Gründungsdynamik zu. Der KfW-Gründungsmonitor wird mittels computerunterstützter Telefoninterviews (CATI) erhoben. Dabei werden jährlich 50.000 zufällig ausgewählte in Deutschland ansässige Personen interviewt. Durch spezielle, dem aktuellen Standard der Marktforschung entsprechende Verfahren bei der Stichprobengenerierung und Befragung wird eine Repräsentativität des Datensatzes für die deutsche Wohnbevölkerung gewährleistet.
Eine der wichtigsten international vergleichenden Studien zu den Rahmenbedingungen von Unternehmensgründungen ist der jährlich erstellte Global Entrepreneurship Monitor (GEM). Auch das Centre for Entrepreneurship, SMEs and Local Development der OECD finanziert im Rahmen des Programms Local Economic and Employment Development (LEED) Untersuchungen, Workshops, Erfahrungsaustausch zwischen Projekten sowie internationale Vergleichsstudien zur lokalen Entwicklung des Entrepreneurship mit dem Fokus auf Beschäftigung und Stadterneuerung. Das Arbeitsprogramm 2011–2012 setzte Schwerpunkte im Bereich des Social Entrepreneurship.